# Шперк, Густав Эдуардович
Шперк, Густав Эдуардович (1873, Санкт-Петербург — 1964, Павлово) — инженер, деятель российской промышленной кооперации, сын Э. Ф. Шперка и брат Ф. Э. Шперка.

## Биография
Густав Шперк родился в семье известного врача-венеролога, первого директора Института Экспериментальной медицины Э. Ф. Шперка. Закончил гимназическое отделение Петришуле в 1894 году. Учился в инженерной школе при Лозаннском университете в Швейцарии (1895—1902).
В 1904 г. предложил Особому комитету по усилению военного флота на добровольные пожертвования идею минного заграждения с часовым механизмом, за что получил письменную благодарность от имени главы комитета великого князя Александра Михайловича.
С 1905 года — сотрудник берлинской фирмы «Deutsche Maschinen Vertriebs GmbH» («Немецкое общество по сбыту машин»).
С 1909 года — владелец патентного бюро в С-Петербурге (Невский, 43).
В 1914 году по приглашению основателя Павловской кустарной артели А. Г. Штанге Г. Шперк переехал в Павлово, где стал первым инженером артели. Основной задачей артели было выполнение оборонных заказов, поскольку к тому времени Россия вступила в Первую мировую войну. Благодаря усилиям главного инженера Г. Э. Шперка кустарная артель быстро превратилась в предприятие фабричного типа: была обеспечена закупка нового оборудования, которое позволяло изготавливать сапёрные лопаты, ножницы для резки колючей проволоки.
В сентябре 1917 г. — помощник управляющего Отделом снабжения сельского хозяйства орудиями производства и металлами министерства продовольствия Временного правительства под началом Прокоповича С. Г.
В ноябре 1917 г. — организатор и член Центральной коллегии по разгрузке и эвакуации Петрограда (под руководством народного комиссара труда А. Г. Шляпникова).
В апреле 1918 г. на совещании Постоянного бюро кустарных съездов был избран товарищем председателя Всероссийского кооперативного товарищества по производству и сбыту кустарных и артельных товаров (Кустарьсбыта), а в начале 1919 года был включен в состав правления Всероссийского совета промысловой кооперации (Артельсовета). Одновременно продолжал трудиться в государственных структурах, работая в отделе кустарной промышленности Народного комиссариата земледелия, а также выполняя поручения Чрезвычайной комиссии по снабжению Красной Армии и Высшего Совета Народного Хозяйства (ВСНХ).
В 1933 г. — на преподавательской работе, с 1951 г. — на пенсии.
Умер в 1964 г., похоронен в г. Павлово.